# Kina under antiken

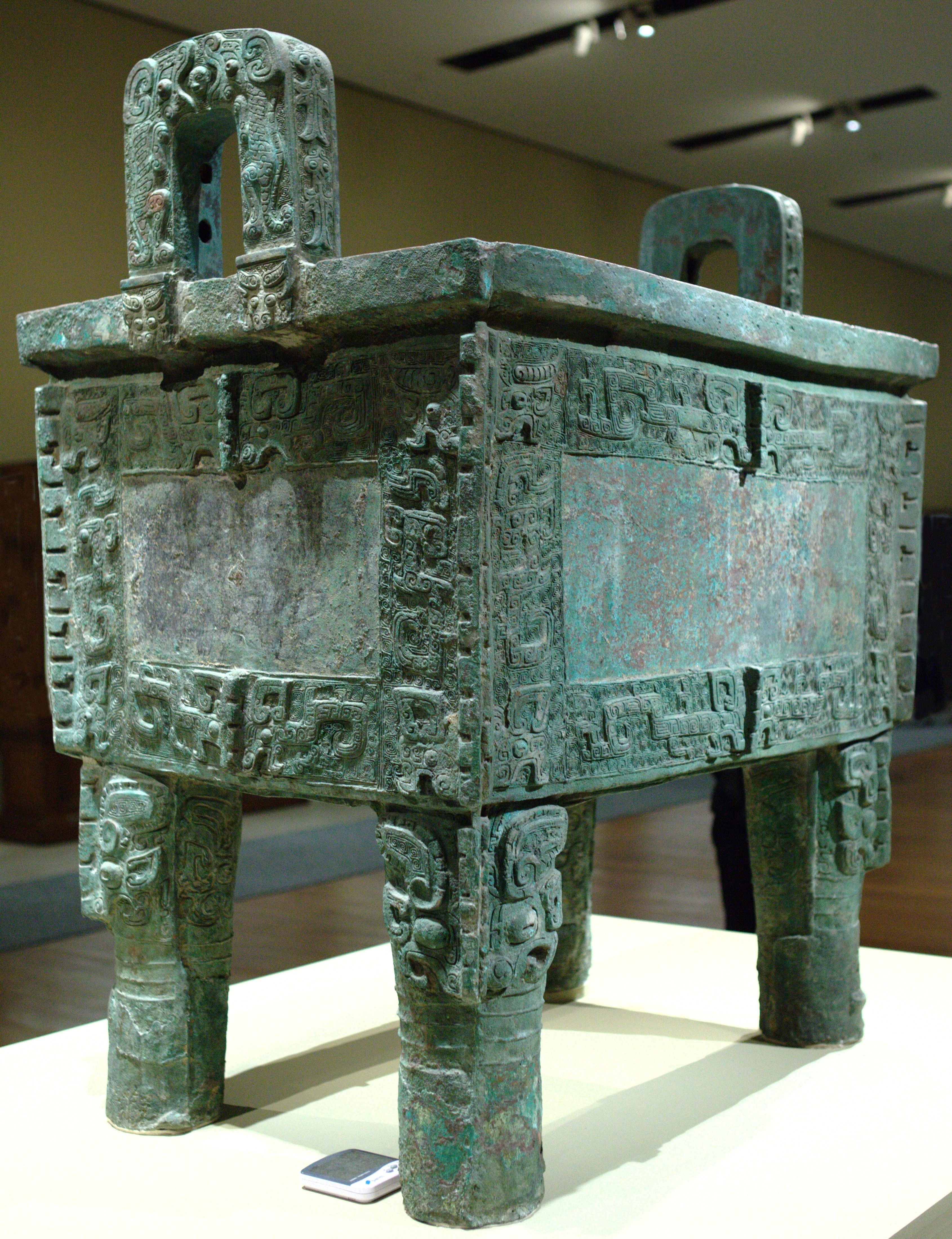
Houmuwukärlet från tiden för kung Wen Wu Ding (r. 1112–1102 f.Kr.) Upphittat i Anyang och utställd på Kinas nationalmuseum i Peking.

Kina under antiken är den samlade benämningen på den drygt 1 300 år långa tidsepoken från grundandet av Shangdynastin cirka 1600 f.Kr. fram till Zhoudynastins fall 256 f.Kr. Tidsepoken ligger mellan det förhistoriska Kina som avslutas med Xiadynastins fall och bildandet av den första kejsardynastin Qin. Under perioden går Kina från tidig bronsålder till dess guldålder. Mot slutet av perioden går Kina in i järnåldern.